# Seinen
Seinen (青年, neplést s „dospělou osobou“ (成年 seinen)) je termín, jímž se označují mangy, popřípadě anime, která jsou přednostně zaměřena na muže ve věkovém rozmezí 18–30 let. Tento směr se vyznačuje širokou paletou výtvarných stylů a tematických otázek, od avantgardy až k pornografii. Ženská obdoba seinen mangy je džosei manga. Tento termín je srovnatelný s výrazem „pro dospělé“.
Obvyklá cesta, jak zjistit, zda se jedná o seinen, je podívat se, zda není nad originálním kandži názvem použita furigana. Absence furigany by mohla znamenat, že je titul určen pro dospělé publikum. Napomoci může i informace o jménu časopisu, ve kterém bylo seinen publikováno. Obyčejně mají japonské manga časopisy zaměřené na seinen ve svém názvu slovo mladý (anglicky young), například Young Jump. Mezi známé časopisy o seinen manze se řadí Ultra Jump, Afternoon a Big Comic.

## Seznam seinen mang
Toto je seznam manga titulů, které byly vydávané v seinen sbírkách předtím, než byly shromážděny do tankóbon formy, tj. svazku:
| Titul                        | Autor                       | Vydavatel             |
| ---------------------------- | --------------------------- | --------------------- |
| 3x3 Eyes                     | Juzo Takada                 | Young Magazine        |
| 20th Century Boys            | Naoki Urasawa               | Big Comic Spirits     |
| Adolf                        | Osamu Tezuka                | Šukan Bunšun          |
| Ai jori aoši                 |                             | Young Animal          |
| Air Master                   |                             | Young Animal          |
| Akagi                        | Nobujuki Fukumoto           | Kindai Mahjong        |
| Akira                        | Kacuhiro Ótomo              | Young Magazine        |
| Alien Nine                   | Juzo Takada                 | Young Champion        |
| Amaenaidejo!!                |                             | Comic Gum             |
| Anne Freaks                  |                             | Jua Kotegawa          |
| ARIA                         |                             | Jua Kotegawa          |
| Anne Freaks                  | Kozue Amano                 | Comic Blade           |
| Arm of Kannon                |                             |                       |
| Asagiri no miko              |                             | Young King OURs       |
| Asatte no hókó               |                             | Comic Blade Masamune  |
| Azumanga daió                | Kijohiko Azuma              | Dengeki Daió          |
| Bannó bunka nekomusume       |                             | Manga Action          |
| Bartender                    |                             | Super Jump            |
| Basilisk: Kóga ninpó čó      | Masaki Segawa               | Young Magazine Uppers |
| Bastard!! Ankoku no hakaišin | Kazuši Hagiwara             | Ultra Jump            |
| Battle Royale                |                             |                       |
| Berserk                      | Kentaró Miura               | Young Animal          |
| Binbó šimai monogatari       |                             | Sunday GX             |
| Bannó bunka nekomusume       |                             | Manga Action          |
| Cesare                       | Fujumi Sórjó                | Morning               |
| Eden                         | Hiroki Endo                 | Gekkan Afternoon      |
| Historie                     | Hitoši Iwáki                | GekkanAfternoon       |
| Kiseidžú                     | Hitoši Iwaaki               | Gekkan Afternoon      |
| Made in Abyss                | Akihito Tsukushi            | Web Comic Gamma       |
| Mušiši                       | Juki Urušibara              | Gekkan Afternoon      |
| Planetes                     | Makoto Jukimura             | Morning               |
| Šin angjó onši               | In-Wan Youn a Kyung-Il Yang | Sunday GX             |
| Vinland Saga                 | Makoto Jukimura             | Gekkan Afternoon      |
| Kissxsis                     |                             |                       |